# إد ويلسون
إد ويلسون (بالإنجليزية: Ed Wilson)‏ هو نحات أمريكي، ولد في 1925، وتوفي في 1996.